# Hypolycaena erylus
Hypolycaena erylus är en fjärilsart som beskrevs av Jean Baptiste Godart 1823. Hypolycaena erylus ingår i släktet Hypolycaena och familjen juvelvingar. Inga underarter finns listade i Catalogue of Life.

## Bildgalleri

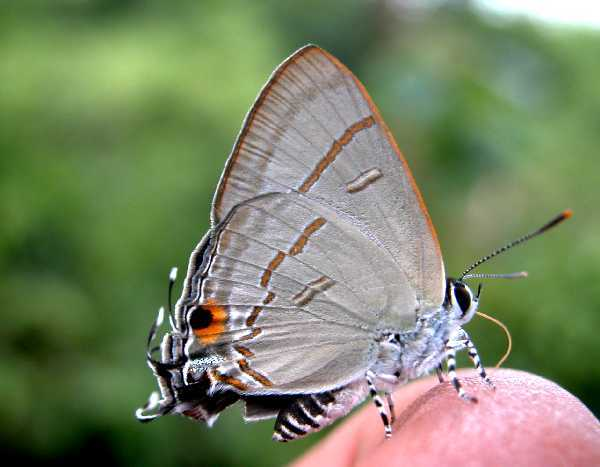
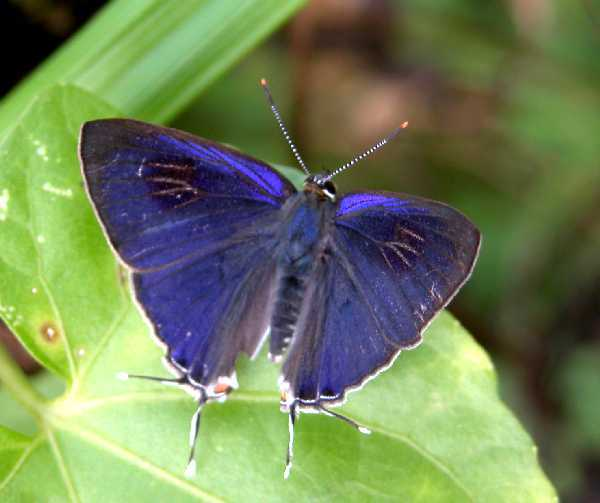
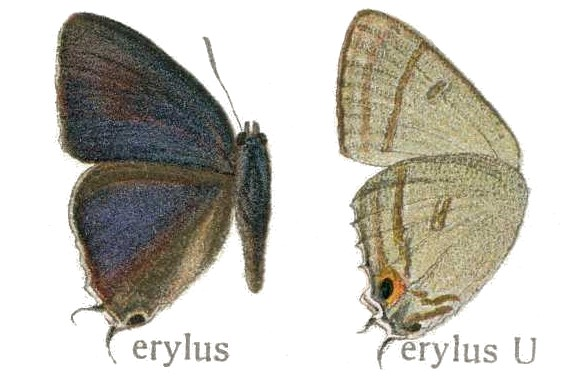
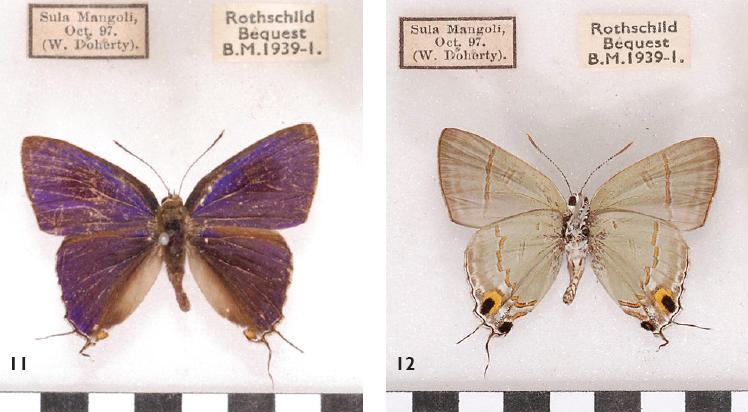
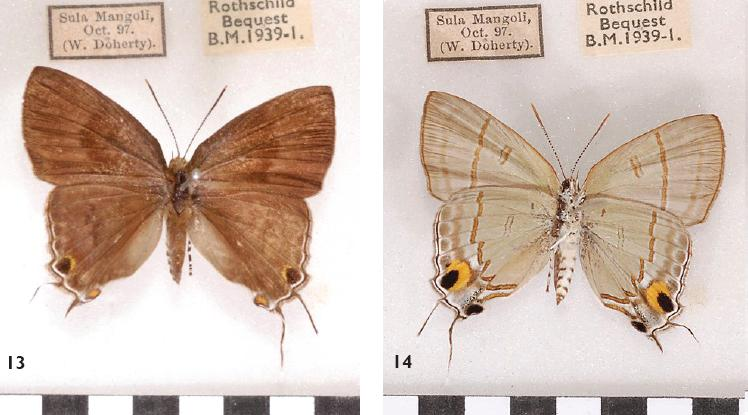
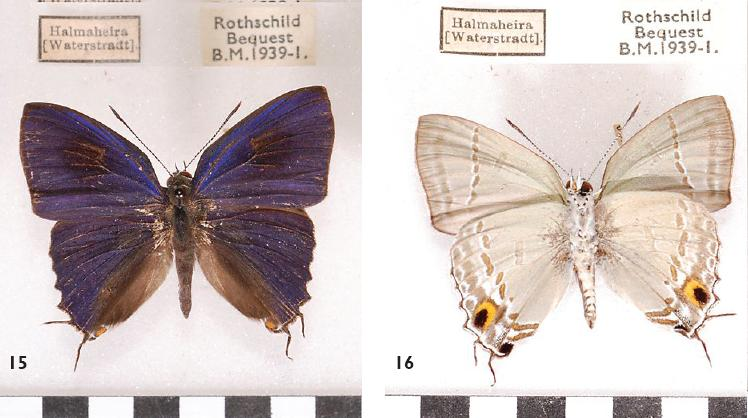